# William Goldman
William Goldman (Highland Park, 12 agosto 1931 – New York, 16 novembre 2018) è stato uno scrittore, drammaturgo e sceneggiatore statunitense.

## Biografia
Di origine ebraica, Goldman ha vinto l'Oscar alla migliore sceneggiatura originale nel 1970 per il film Butch Cassidy e nel 1977 l'Oscar alla migliore sceneggiatura non originale per il film Tutti gli uomini del presidente.

## Filmografia
- Soldato sotto la pioggia (Soldier in the Rain), regia di Ralph Nelson (1963)
- 50.000 sterline per tradire (Masquerade), regia di Basil Dearden (1965)
- Detective's Story (Harper), regia di Jack Smight (1966)
- Non si maltrattano così le signore (No Way to Treat a Lady), regia di Jack Smight (1968)
- Butch Cassidy (Butch Cassidy and the Sundance Kid), regia di George Roy Hill (1969)
- La pietra che scotta (The Hot Rock), regia di Peter Yates (1972)
- Papillon, regia di Franklin Schaffner (1973)
- La fabbrica delle mogli (The Stepford Wives), regia di Bryan Forbes (1975)
- Il temerario (The Great Waldo Pepper), regia di George Roy Hill (1975)
- Tutti gli uomini del presidente (All the President's Men), regia di Alan J. Pakula (1976)
- Il maratoneta (Marathon Man), regia di John Schlesinger (1976)
- Quell'ultimo ponte (A Bridge Too Far), regia di Richard Attenborough (1977)
- Magic - Magia (Magic), regia di Richard Attenborough (1978)
- Mr. Horn - film TV (1979)
- Il ritorno di Butch Cassidy & Kid (Butch and Sundance: The Early Days), regia di Richard Lester (1979)
- Black Jack (Heat), regia di Dick Richards (1986)
- La storia fantastica (The Princess Bride), regia di Rob Reiner (1987)
- Misery non deve morire (Misery), regia di Rob Reiner (1990)
- Avventure di un uomo invisibile (Memoirs of an Invisible Man), regia di John Carpenter (1992)
- L'anno della cometa (The Year of the Comet), regia di Peter Yates (1992)
- Charlot (Chaplin), regia di Richard Attenborough (1992)
- Maverick, regia di Richard Donner (1994)
- L'ultimo appello (The Chamber), regia di James Foley (1996)
- Spiriti nelle tenebre (The Ghost and the Darkness), regia di Stephen Hopkins (1996)
- Creature selvagge (Fierce Creatures), regia di Fred Schepisi e Robert Young (1997)
- Potere assoluto (Absolute Power), regia di Clint Eastwood (1997)
- La figlia del generale (The General's Daughter), regia di Simon West (1999)
- Cuori in Atlantide (Hearts in Atlantis), regia di Scott Hicks (2001)
- L'acchiappasogni (Dreamcatcher), regia di Lawrence Kasdan (2003)
- Joker - Wild Card (Wild Card), regia di Simon West (2015)
- Jake and the Giants, regia di Kent Butterworth (2015)
- 5 Minutes, cortometraggio, regia di Javan Garza (2018)

## Opere letterarie
- Io sono Raymond (The Temple of Gold) (1957)
  - trad. di Nicola Manuppelli, Mattioli 1885, Fidenza 2011 ISBN 978-88-6261-201-2
- Non si maltrattano così le signore (No Way to Treat a Lady) (1964)
- La principessa sposa (The Princess Bride) (1973)
- Il maratoneta (Marathon Man) (1974)
- Magic (1976)
- Il silenzio dei gondolieri (The silent gondoliers) (1983) pubblicato con lo pseudonimo di S. Morgenstein
- Calore (Heat) (1985)
- Fratelli (Brothers) (1986)